# Tempête tropicale Gilma (2006)
La Tempête tropicale Gilma est la huitième de la saison cyclonique 2006 pour le bassin nord-est de l'océan Pacifique.